# Sword Art Online Progressive: Scherzo trong đêm
Sword Art Online Progressive: Scherzo trong đêm (劇場版 ソードアート・オンライン -プログレッシブ- 冥き夕闇のスケルツォ Sword Art Online Progressive: Kuraki Yūyami no Scherzo) là bộ phim hoạt hình điện ảnh thể loại khoa học viễn tưởng được chuyển thể từ tập light novel Sword Art Online Progressive thứ tư của tác giả Kawahara Reki và Kōno Ayako. Phim được sản xuất bởi A-1 Pictures và được Aniplex phân phối. Đây là phần phim thứ hai trong sê-ri sau Sword Art Online: Ranh giới hư ảo (2017) và Sword Art Online: Progressive - Khúc độc tấu trong đêm vắng sao (2021). Phim khởi chiếu tại Nhật Bản vào 22 tháng 10 năm 2022 và ra mắt tại Việt Nam vào ngày 10 tháng 2 năm 2023.

## Cốt truyện
Câu chuyện xoay quanh Kirito và Asuna. Do sợ hãi và buồn bã vì bị mắc kẹt trong trò chơi, Asuna quyết định tránh các bữa tiệc và bang hội. Cô ấy thề sẽ chiến đấu một mình, trở thành một người chơi mạnh mẽ sau này. Kirito là một trong 1.000 người thử nghiệm bản beta cho SAO. Cậu có lợi thế là biết các chi tiết quan trọng về trò chơi và các con trùm của các tầng. Cậu cũng tự cô lập mình với những người chơi khác và chơi trò chơi một mình. Khi câu chuyện đi vào sâu hơn, nhiều điều được tiết lộ về cả hai người chơi và cuộc đấu tranh của họ với việc bị mắc kẹt bên trong trò chơi.

## Nhân vật
| Nhân vật                                        | Lồng tiếng          |
| ----------------------------------------------- | ------------------- |
| Kirito (キリト) / Kirigaya Kazuto (桐ヶ谷 和人) | Matsuoka Yoshitsugu |
| Asuna (アスナ) / Yuuki Asuna (結城 明日奈)      | Tomatsu Haruka      |
| Mito (ミト)                                     | Minase Inori        |
| Akiyo Sada (佐田 明代)                          | Kobayashi Sayaka    |
| Liten (リーテン)                                | Kaede Hondo         |
| Morte (モルテ)                                  | Kobayashi Yūsuke    |

## Sản xuất
- Nguyên tác: Kawahara Reki[2][3]
- Thiết kế nhân vật: abec, Toya Kento[2][3]
- Đạo diễn: Kōno Ayako[2][3]
- Tổng đạo diễn thiết kế: Kento Toya[2][3]
- Đạo diễn hành động, thiết kế quái vật: Kai Yasuyuki [2][3]
- Âm nhạc: Kajiura Yuki[2][3]
- Phát hành: A-1 Pictures[2][3]
- Thực hiện: SAO-P Project[2][3]
- Sản xuất: Aniplex[2][3]

Tựa đề của bộ phim – Sword Art Online Progressive: Kuraki Yūyami no Scherzo – được công bố vào ngày 1 tháng 12 năm 2021. Vào ngày 23 tháng 3 năm 2022, nhà soạn nhạc Kajiura Yuki đã xác nhận chịu trách nhiệm thực hiện phần nhạc nền cho phim. Vào 22 tháng 8 năm 2022, trang mạng chính thức của bộ phim thông báo khâu sản xuất gặp gián đoạn do ảnh hưởng từ đại dịch COVID-19 còn tiếp diễn tại Nhật Bản. Ngày phát hành bộ phim ban đầu là 10 tháng 9 năm 2022 cũng bị dời sang tháng 10 cùng năm vì lý do tương tự.
Bộ phim được Odex phát hành tại các rạp phim Việt Nam vào ngày 10 tháng 2 năm 2023.

## Quảng bá
Ngày 23 tháng 3 năm 2022, hình ảnh quảng bá đầu tiên cho Sword Art Online Progressive: Scherzo of Deep Night đã được đăng tải trên các kênh truyền thông chính thức, trong đó thể hiện hai kiếm sĩ là Kirito và Asuna cùng với một quái vật ở tầng năm của tòa lâu đài Anicrad.

## Đón nhận

### Doanh thu phòng vé
Trong hai ngày từ ngày 22 tháng 10 đến ngày 23, phim đã thu về 323,038,836 yên, trở thành bộ phim có doanh thu cao nhất trên bảng xếp hạng doanh thu phòng vé cuối tuần tại Nhật Bản (22-23 tháng 10 năm 2022) với doanh thu phòng vé trung bình trên mỗi rạp là 1,35 triệu yên.